# Hemlock (Nueva York)
Hemlock es un lugar designado por el censo ubicado en el condado de Livingston en el estado estadounidense de Nueva York. En el año 2010 tenía una población de 557 habitantes.

## Geografía
Hemlock se encuentra ubicado en las coordenadas 42°47′37.64″N 77°36′26.78″O / 42.7937889, -77.6074389.